# 澤真希
澤 真希（さわ まき、1984年3月6日 - ）は、日本の女優である。宮城県出身。旧芸名は小澤 真貴子（おざわ まきこ）。

## 人物
日本大学芸術学部放送学科卒業。
趣味は一人旅、絵画映画舞台鑑賞、アロマテラピー、クラシックバレエ。特技は日本舞踊、執筆。日本文化と海外のどちらも好きで、年に一度は海外に行く。

## 出演

### 映画
- 海岸線へ（2005年、大原健監督（東京芸術大学）） - ヒロイン ※アジア海洋映画祭イン幕張・学生短編ビデオ部門奨励賞受賞作
- A DAY IN MY LIFE（2006年、浅野晋康監督） ※第1回 山形国際ムービーフェスティバル2005スカラシップ作品。
- トロピカルフィッシュ（2007年、内田英治監督） - 一美 役
- 放送禁止 劇場版 〜密着68日復讐執行人（2008年、長江俊和監督）
- 廃病院（2008年、20世紀FOX、アメリカ公開、長江俊和監督）
- TOPLESS（2008年、内田英治監督） - ママ 役
- 十年後（2009年、五十嵐貴之監督） - ヒロイン
- cinematic doream story（2009年、時森ししん監督）
- サイクロプスの涙（2010年、神酒大亮監督）
- ヘヴンズ ストーリー（2011年、ムヴィオラ、瀬々敬久監督） - ナレーション
- 影向こうの灯り（2011年、黒木大紀監督） - 智子 役（ヒロイン） ※清水映画祭観客賞受賞作
- TOEI HERO NEXT 第一弾 PIECE〜記憶の欠片〜（2012年、東映、下山天監督） - 白川百子 役[1]
- スケール〜子供の心が生きている〜（2012年、山田軍団監督） - 美香 役（ヒロイン）
- 秘愛（2013年、野口照夫監督）
- 新宿スワン（2015年、ソニー・ピクチャーズ エンタテインメント、園子温監督）
- リアル鬼ごっこ（2015年、松竹、園子温監督） - みさき 役[2]
- 裏アカ（2015年、加藤卓哉監督、短編） - 真知子 役（主演）
- シマウマ（2016年、東映、橋本一監督）
- 真田十勇士（2016年、松竹・日活、堤幸彦監督）
- 河（2016年、林明哲監督） - 朝子 役（主演）
- 酒盗（2016年、デモ田中監督） - 目黒まき 役（ヒロイン）
- 新宿スワンⅡ（2017年、ソニー・ピクチャーズエンタテインメント、園子温監督）
- 追憶（2017年、東宝、降旗康男監督）
- 愛なき森で叫べ（2019年、 Netflix全世界配信、園子温監督） - 明日香 役
- ファンシー（2020年、日本出版販売、廣田正興監督） - 浅野美紀 役[3] [4]
- 小山田喜久太郎（2021年、SKIPシティ国際Dシネマ映画祭ノミネート、江沅庭監督） - 内海咲 役
- 劇場版打姫オバカミーコ（2021年、アイエス・フィールド、松田圭太監督） - 優里 役
- 裏アカ（2021年、アークエンタテインメント、加藤卓哉監督） - 女 役
- 春にして頬を拭う（2021年、テアトル新宿 シネリーブル梅田他公開、三浦克巳監督） - 谷口 役
- あなたへつなぐものがたり（2022年、野口理美監督） - 谷口玲香 役
- 宝の庭（2022年、渡邉高章監督） - 青山タカコ 役
- 俺を早く死刑にしろ！（2022年、バグダス、高山直美監督） - 芳子 役[5]
- UPDATE（2022年、岡崎遥監督） - 山内秋 役
- 殴る群像（2023年、櫻井保幸監督） - 葉山夏美 役[6]
- おとなの進路相談（2023年、短編、川嶋一実監督） - 朝倉梨花 役（主演）
- メルと動物（2023年、原周輝監督） - 村長 役
- ピストルライターの撃ち方（2023年6月23日、Cinemago、眞田康平監督） - 中川 役[7]
- THEATERS ~colorful~（2023年7月15日、リアリーライクフィルムズ、沖正人監督 / 鈴木太一監督 / 中村公彦監督 / 山口雄也監督） - 河田真希 役[8]
- THE RED13 紅い十三人の女と俺と（2023年8月5日、辻村健二監督） - マキ 役
- ギルトフリーライフ（2023年、山本大策監督） - 上村久美子 役(主演)
- フライガール（2023年9月22日、夢何生、福嶋賢治監督） - 間宮理子 役[9]
- あっちこっち じゃあにー（2023年11月4日、シネマ健康会、松本卓也監督） - 若菜　役[10]
- 沖縄本土復帰50周年記念「風が通り抜ける道」（2024年1月12日、田中壱征監督） - 西崎 役
- シャット・アップ(2024年、短編、マカ・マーマレード監督)- 先生 役(主演)
- カフネ（2024年10月12日、ハルキフィルム、杵村春希監督） - 遠山玲子 役
- INTER::FACE 知能機械犯罪公訴部 02 名前のない詩  (2025年1月24日、サンタバーバラ・ピクチャーズ、 下向拓生監督)- 高宮サユリ役
- そして、優子II（2025年2月15日、リアリーライクフィルムズ、佐藤竜憲監督）
- アクリルの鳥籠  (2025年7月5日、蒲生映与監督)-菜々美役

### テレビ・ドラマ
- 未来世紀シェイクスピア　ロミオとジュリエット（2008年、関西テレビ）
- 伝説の刑事（2009年、テレビ東京）
- 課外授業 ようこそ先輩（2010年、2011年NHK） - ナレーション
- 金曜プレステージ 島倉千代子最期の223日（2013年、フジテレビ） - 島倉千代子 役
- 奥様はモンスター2（2014年、TBS） - 斉藤麻紀 役
- みんな!エスパーだよ!番外編〜エスパー、都へ行く〜（2015年、テレビ東京、園子温監督） - リカ 役　[11]
- プラチナエイジ 第10話（2015年、東海テレビ、フジテレビ、阿部雄一監督） - 社長秘書 役
- 白熱ライブ ビビット（2015年、TBS） - 大谷景子 役
- 禁断のホラーミステリー 怪異TV 第1話（2015年、NHK BSプレミアム、村上賢司監督） - 西野弥生 役（ゲスト主演）
- 土曜ワイド劇場 おとり捜査官（2015年、テレビ朝日） - 主婦 役
- 中居正広の金曜日のスマイルたちへ（2016年、TBS）
- 勇者ヨシヒコと導かれし七人 第7話（2016年11月18日、テレビ東京、福田雄一監督） - 盗賊Dの嫁 役[12]
- 総合診療医ドクターG（2017年5月24日、NHK総合） - 片岡絵里 役
- 東京ヴァンパイアホテル（2017年、Amazonプライム・ビデオ  、園子温監督）
- 孤食ロボット（2017年、日本テレビ） - 三井聖子 役
- 総合診療医ドクターG＋（2018年7月14日、NHK総合） -藤堂乃里子 役
- モンストテレビ〜晴れときどきモンスト 第6話（2019年6月24日、キッズステーション） - 近藤 役
- テレビ朝日開局60周年記念 やすらぎの刻〜道（2019年 - 2020年、テレビ朝日）- 根来マリ 役[13]
- 愛なき森で叫べDeep Cut（2020年4月30日、Netflix全世界配信、園子温監督） - 明日香 役
- 打姫オバカミーコ（2020年9月20日、AbemaTV、松田圭太監督） -  波溜優里 役
- 東京彼女5月号〜パパ活女子篇〜第3話、4話（2024年5月、YouTube、井上博貴監督） - 細川真里亜 役
- 俺のテントに誰かいる…！  第3話、6話 (2024年11月、JCOM) - 椎名蒼 役(ゲスト主演)
- ５０歳のスピード婚で会長夫人になりました　(2025年2月、ShortMax) - 菅原秀代 役(主演)
- 逆転人生〜王子様と恋をしてみました〜(2025年3月、helo、井上博貴監督) - 千葉雪 役
- 夫よ、死んでくれないか　最終話(2025年6月23日、テレビ東京、佐藤竜憲監督)

### CM
- ミサワホーム「家族の成長篇」（2008年 - 2009年）
- セーブオン「おこづかい&お昼代篇」（2009年 - 2010年）
- ライフプラザホールディングス 保険の窓口混乱のリビング篇（2010年 - 2012年）
- ベルーガ（2011年テレビ東京） - 「恋する★コリア!」番組内CM
- クラシエ 葛根湯 カンポウ専科 「シリーズ篇」（2011年 - 2013年）
- 花王 バブ（2011年）
- ディノス（2012年 - 2013年）
- 資生堂 ワタシプラス（2014年） - WEBCM
- 味の素 ノ・ミカタ（2015年） - インフォマーシャル
- 明治 メイバランスMini（2015年 - 2016年）
- 朝日新聞 楽しみにしている、記事がある。主婦編（2017年）
- コクヨのヨコク テープのりドットライナー編（2017年）
- 相鉄不動産グレーシアタワーズ海老名（2017年） - WEBCM
- ワールド アクアガールズ（2020年） - WEBCM
- 宮嶋醤油 美味しいは、オモイをつなぐ。（2022年） - WEBCM [14]
- サントリー  天然水SPARKLING 飲食店の皆さんに聞きました 篇（2024年）
- ニフティ不動産（2025年） - WEBCM

### 舞台
- 明治座創業140周年記念公演 五木ひろし特別公演（2012年、明治座、演出渋谷天外） - おくめ 役 / 秋子 役
- Girls in Cycle（2012年） - 沙織先生 役
- 手のひらからこぼれた思い出 朗読会（2012年）
- 演劇やろう会第七期公演 生きている（2016年、野方区民ホール・那覇市ぶんかテンブス館、演出畑嶺明） - 真理子 役
- STRAYDOG 皆殺しの天使（2018年） - 加奈子役

### DVD・Vシネマ・配信
- 歩道橋の海（2007年、廣田正興監督）
- クリ・ド・セラムのEFG化粧品（2007年）
- 里親制度（2015年） - 内田晴美 役（主演）
- パルチザン（2015年） - ニュースキャスター 役
- LOST & FOUND COWBOY（2020年、世界配信、緒方篤監督） - ハナ 役
- I am a trader(2023年、Amazon prime、二宮裕二郎監督)- あやみ　役

### MV
- P.O.P（ピーオーピー） - 路地のピアノ feat.さいとうりょうじ（2015年） ※主演

### 雑誌 ・ 書籍
- TVガイド（2012年、月刊・週間）
- 相撲（2016年）
- 月刊ジャイアンツ（2016年）
- なりたい顔で人生を変える スーパー小顔革命（2017年）

### 広告
- オリンパス（2008年）
- ビタミンやまなし キレイをシェアする週末旅。（2011年）
- 子供の発達科学研究所（2012年）
- 西川産業（2013年）
- リバイブドソープ（2013年）
- 酒井医療（2014年）

### WEB
- オトナ女子部（2010年 - 2013年）
- Atlya（2011年 - ）
- Naturaluxe（2012年）
- 東京定番スポットガイドLet's enjoy tokyo（2012年）
- 芸人反省会（2014年）
- エルクリニック（2015年）

### VP
- 秘書検定（2006年）
- つな八（2006年）
- 明治安田生命（2007年）
- ナック（2007年）
- 佐川急便（2008年）
- 第一興商（2014年）
- ソライエ（2014年）
- 富士通（2014年）